# Марченко, Геннадий Васильевич
Геннадий Васильевич Марченко (род. 24 августа 1940, Крюково, Московская область) — советский испытатель парашютно-авиационной техники, заслуженный парашютист-испытатель СССР.

## Биография
Родился 24 августа 1940 года в посёлке Крюково Московской области.
Детство и юность провёл в Гомельской области (Белоруссия).
С 1957 года занимался парашютным спортом в Гомельском аэроклубе.
В 1959 году окончил Гомельский автомобильно-дорожный техникум.
В 1959—1962 годах проходил срочную службу в воздушно-десантных войсках.
В 1968 году окончил Московский авиационный институт. Одновременно с учёбой занимался парашютным и планерным спортом в аэроклубе МАИ.
С 1968 года работал инженером-конструктором в Лётно-исследовательском институте.
С 1970 года — инженер НИИ парашютостроения.
С 1971 по 1992 год — парашютист-испытатель НИИ парашютостроения. Провёл испытания парашютов ПО-6 и ПСН-80, выполнил десантирование с гаубицей Д-30 и с БМД, участвовал в испытаниях различных подвесок под Ту-16.
В августе 1982 года участвовал в десантировании на восточную вершину Эльбруса (5621 м). В 1985 году Марченко одному из первых в стране присвоено почетное звание «Заслуженный парашютист-испытатель СССР» (нагрудный знак № 2). С 1992 года — ведущий инженер по лётным испытаниям в НИИ парашютостроения. Выполнил около 6000 парашютных прыжков.
С 2008 года на пенсии, живёт в Москве.

## Награды
- медаль «Ветеран труда»
- медаль «В память 850-летия Москвы»
- другие медали

## Почётные звания
- Заслуженный парашютист-испытатель СССР (16.08.1985)
- Мастер спорта СССР